# Euploea buxtoni
Euploea buxtoni är en fjärilsart som beskrevs av Moore 1883. Euploea buxtoni ingår i släktet Euploea och familjen praktfjärilar. Inga underarter finns listade i Catalogue of Life.